# Dexosarcophaga lenkoi
Dexosarcophaga lenkoi är en tvåvingeart som beskrevs av Guilherme A.M.Lopes 1968. Dexosarcophaga lenkoi ingår i släktet Dexosarcophaga och familjen köttflugor. Inga underarter finns listade i Catalogue of Life.